# De toekomst van gisteren
De toekomst van gisteren: protocol van een schrijverij is een boek uit 1972 van Harry Mulisch.
Naast een verklaring over een nooit geschreven roman, bevat het boek een overzicht van de Koude Oorlog, een verslag van een bezoek aan de ex-nazi Albert Speer, en een verslag van de ervaring van Mulisch in Parijs in mei 1968 waarin hij het optimisme en de doeltreffendheid van de manifestaties en opstanden uit de jaren zestig relativeert.